# Música do Irão
A música do Irão abarca música que se produz por artistas iranianos. Além da música tradicional e géneros clássicos, também inclui o pop e estilos internacionais como o jazz, rock e hip hop.
A música iraniana tem influído noutras culturas da Ásia ocidental, na construção de uma grande parte da terminologia musical da vizinha Turquia e das culturas árabes, e chegou à Índia através do Império Mogol do século XVI, cuja corte promoveu novas formas musicais trazendo músicos do Irão.

## Música Pop

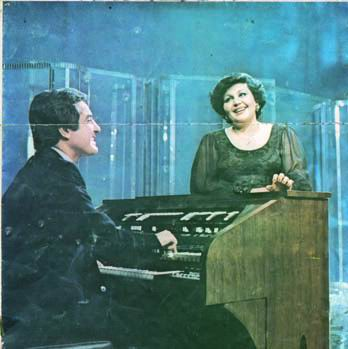
Haydeh e Anoushirvan na Televisão Nacional Iraniana, em 1975.

Depois do aparecimento da rádio, sob o reinado da dinastia Qajar, uma forma de música popular formou-se e começou a desenvolver-se no Irão. Mais tarde, a chegada de novas influências ocidentais, tais como o uso da guitarra e outros instrumentos, marcou um ponto de inflexão na música popular do Irão na década de 1950. A música pop iraniana é comummente interpretada por cantores que se acompanham com a elaboração d3r5we+0yb5i9uymhzaos conjuntos, com frequência utilizando uma combinação de instrumentos indígenas e europeus.
A música pop doe Irão é em grande parte promovida através dos meios de comunicação, mas sofreu por algumas décadas a proibição após a Revolução de 1979. Os espectáculos públicos também foram proibidos, mas têm sido ocasionalmente permitidos desde 1990. A música pop das comunidades na diáspora iraniana também tem sido significativa.

## Música de Jazz e blues

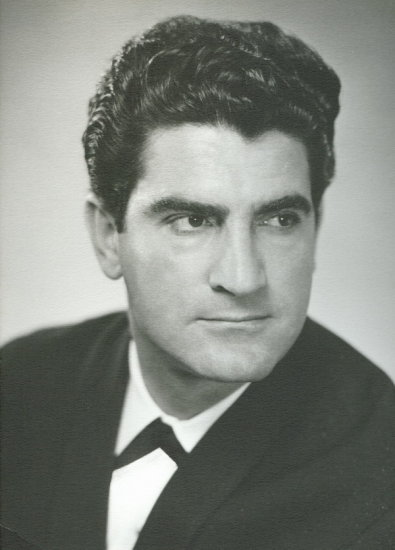
Viguen, "Sultão" do pop e da música jazz do Irão.

O Jazz introduziu-se na música popular do Irão pelo aparecimento de artistas como Viguen, que foi conhecido como o "Sultão do Jazz" do Irão. Moonlight, a primeira canção de Viguen, foi lançada em 1954, sendo um sucesso instantâneo na rádio e é considerada altamente influente.
Elementos indígenas do Irão, como as clássicas formas musicais e da poesia, também se incorporaram no jazz iraniano. Rana Farhan, um cantor de jazz e blues, residente em Nova York, combina a poesia persa clássica com a moderna, com o jazz e o blues. A sua obra mais conhecida, Drunk With Love (Bêbado de Amor), está baseado num proeminente poema do século XIII do poeta persa Rumi. Artistas de Jazz e blues que trabalharam na sociedade iraniana pós-revolucionária também têm ganhado popularidade.

## A música Rock

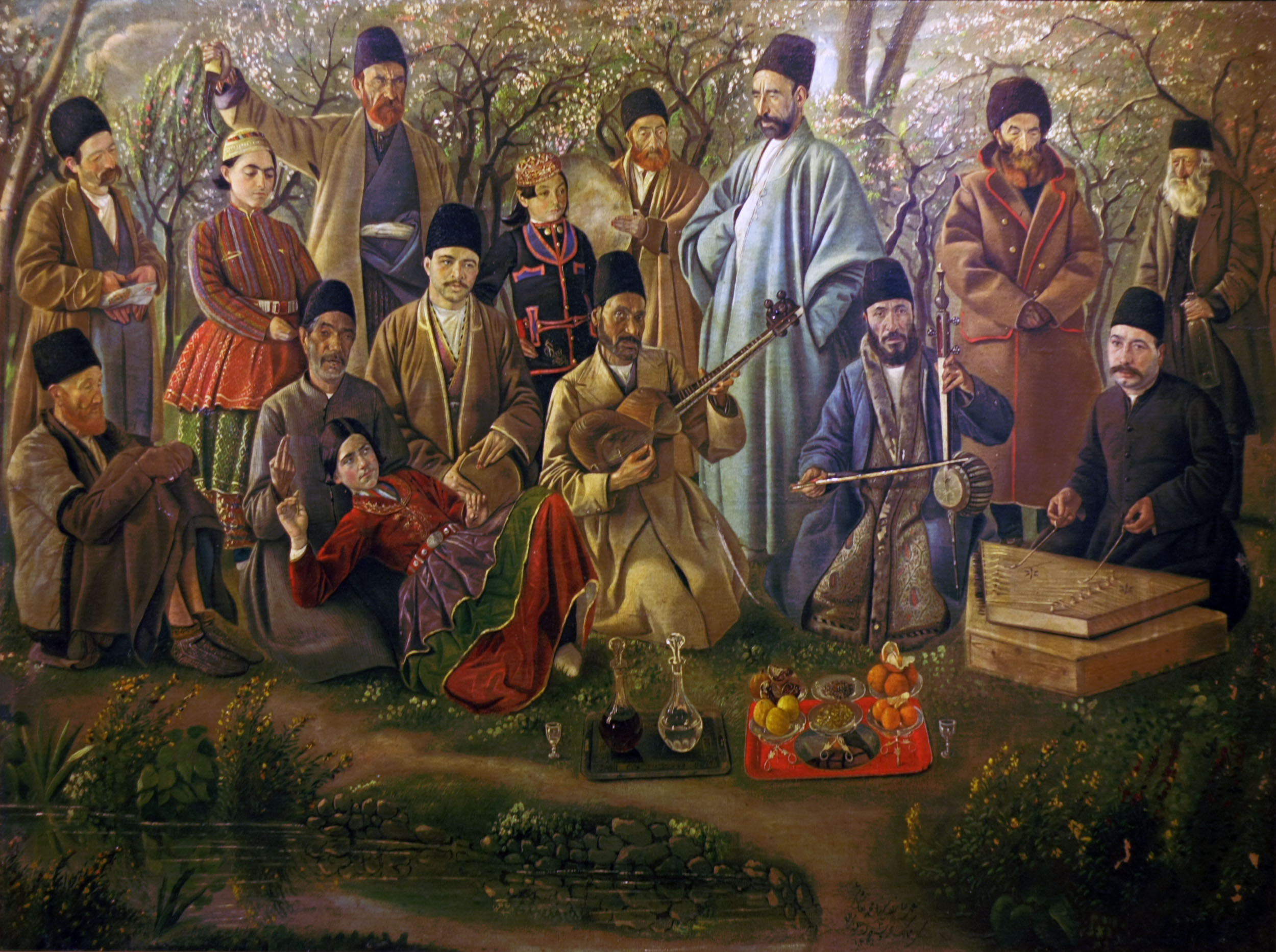
Um grupo musical da era Naser al-din Shah (música tradicional do Irão, século XIX))

A música Rock introduziu-se na música popular do Irão na década de 1960, juntamente com o aparecimento de outros géneros musicais de países da Europa Ocidental e da América. Cedo fez-se popular entre a geração mais jovem, especialmente nos clubes nocturnos de Teerão. Após a revolução do Irão, muitos artistas de rock são oficialmente sancionados e têm que depender da internet e da cena indie.
Em 2008, a banda de power metal Angband assinou com a discográfica Pure Steel Records como a primeira banda iraniana de metal a se publicar internacionalmente através de uma agência europeia.
No Irão o hip hop surgiu na década do 2000, na capital do país, Teerão. Isto começou com a gravação de mixtapes de artistas independentes influenciados pela cultura hip hop norte-americana, e mais tarde foi combinado com elementos de formas musicais indígenas do Irão.